# 高橋英治 (スタイリスト)
高橋 英治（たかはし えいじ、1969年（昭和44年） - ）は、日本のテレビドラマや映画、CMで活躍する衣裳担当、スタイリストである。

## 来歴
1969年栃木県日光市生まれ。小学生の頃から映画三昧で、見たい映画があれば学校をさぼって映画館へ行っていた。
1987年、18歳で上京し国際理容美容専門学校に入学。中学から始めた空手から、プロのキックポクサーを目指すも大怪我で19歳で断念。卒業後3年間、理容師として働き、理容師免許を所得。
1992年、23歳で日本テレビスポーツ局ADとして一年間勤務。
1993年、日本テレビに勤務しながら東京衣裳を紹介され、入社。お笑いコントの衣裳助手から始まり、やがてテレビドラマや映画での衣裳、スタイリングを手掛ける。
2022年、53歳で東京衣裳を退社、現在はフリーランス。

## 作品

### テレビ

#### コント番組
- 『恋のバカンス』 - 竹中直人、片桐はいり、ビシバシステム
- 『お茶とウンナン』 - ウッチャンナンチャン

#### バラエティ
- 『桜っ子クラブ』 - SMAP、森脇健児
- 『歌謡びんびんハウス』 - 笑福亭鶴瓶

#### テレビドラマ
- 『お天気お姉さん』（テレビ朝日） - 細木美和
- 『ギャルボーイ』（テレビ朝日） - 大河内奈々子
- 『作家 小日向鋭介の推理日記(1) 闇に潜む殺意』
- 『タクシードライバーの推理日誌(9)』
- 『弁護士高見沢響子(1)』
- 『特急車掌永瀬はるかの事件簿』
- 『おばはん刑事!流石姫子(3)』
- 『作家 小日向鋭介の推理日記(2)』
- 『弁護士高見沢響子(3)』
- 『はみだし弁護士・巽志郎(5)』
- 『タクシードライバーの推理日誌(13)　死にたがる乗客』
- 『おばはん刑事!流石姫子(5)小樽ガラスの街連続殺人』
- 『外科医佐伯真の殺人カルテ』
- 『生きるための情熱としての殺人』
- 『はみだし弁護士・巽志郎(6)』
- 『おばはん刑事!流石姫子(7)横浜港涙の連続殺人』
- 『湯けむり殺人案内　なんにも専務の名推理』
- 『はみだし弁護士・巽志郎(7)』
- 『おばはん刑事!流石姫子(8)京都祇園、着物ショー連続殺人！』
- 『ひまわり〜桶川女子大生ストーカー殺人事件〜』
- 『つぐない』
- 『捜査一課長神崎省吾　椿の入れ墨をした女』
- 『奇跡の生還者　特別版　恐怖の事件スペシャル』
- 『やがて来る日のために』
- 『虚貌　顔のない殺人者』
- 『警視庁捜査一課9係』 - 渡瀬恒彦、井ノ原快彦
- 『ウルトラゾーン』 - 丘みつ子
- 『おっさんずラブ』 - 田中圭、吉田鋼太郎
- 『愛と死をみつめて』 - 草彅剛、広末涼子
- 『10年先も君に恋して』 - 上戸彩、内野聖陽
- 『おばはん刑事!流石姫子ファイナル　』
- 『アンナさんのおまめ』
- 『エリートヤンキー三郎』 - 石黒英雄、小沢和義、小沢仁志、橋本じゅん
- 『半落ち』
- 『新春お取寄せドラマ』
- 『タクシードライバーの推理日誌(24)　同時殺人の乗客!!』
- 『福原警部(1)　フグハラ体型の警部と美人刑事の殺人捜査』
- 『タクシードライバーの推理日誌(26)』』
- 『やまない雨はない』
- 『SP〜警視庁警護課(1)』
- 『鬼刑事 米田耕作(1)』
- 『SP〜警視庁警護課II』
- 『黒い報告書　孤独な男女が溺れた痴情殺人』[1]
- 『黒い報告書～女と男の事件ファイルII　仮面』
- 『タクシードライバーの推理日誌(32)殺人ツアーの乗客!!』
- 『SP〜警視庁警護課III』
- 『配達されたい私たち』
- 『血痕4 』
- 『黒い報告書　女と男の事件ファイルIII　誤解』 - 石黒賢
- 『TAROの塔』 - 松尾ｽｽﾞｷ、寺島しのぶ、常盤貴子
- 『守護神　ボディーガード　進藤輝　Episode2』
- 『タクシードライバーの推理日誌(33)』
- 『タクシードライバーの推理日誌34』
- 『犯罪心理学教授・兼坂守の捜査ファイル(1)』
- 『駐在刑事(1)　奥多摩渓谷　殺意の夜想曲』
- 『出張鑑定人・宝来伝吉(1)』
- 『SP〜警視庁警護課４』
- 『福原警部５』
- 『タクシードライバーの推理日誌(35)　分かれ道の乗客』
- 『伊豆・踊り子号殺人ルート』
- 『弁護士 水木邦夫 残り火』
- 『私は代行屋!事件推理請負人(3)』
- 『スケープゴート』
- 『十津川警部シリーズ54「サンライズ出雲の女 消えた似顔絵の女」』
- 『駐在刑事２』
- 『犯罪心理学教授・兼坂守の捜査ファイル２』
- 『タクシードライバーの推理日誌38』
- 『所轄魂』
- 『監察官・羽生宗一(4)』
- 『タクシードライバーの推理日誌39』
- 『湯けむりバスツアー桜庭さやかの事件簿７』
- 『この世にたやすい仕事はない』
- 『京都南署鑑識ファイル11』
- 『全力失踪』 - 原田泰造、手塚とおる、Toshl
- 『娘の結婚』
- 『京都南署鑑識ファイル12』
- 『今日から俺は!! (テレビドラマ)』 - 賀来賢人、橋本環奈、仲野太賀
- 『おもひでぽろぽろ』 - 杏、高橋克実
- 『シェフは名探偵』 - 西島秀俊、濱田岳、石井杏奈
- 『我らがパラダイス』 - 木村佳乃、高岡早紀、堀内敬子
- 『あなたもきっと騙される』

### 映画
- 『深夜裁判』(2012)
- 『リュウセイ』(2014) - 馬場良馬
- 『蘇生』(2015) - 前田耕陽
- 『ある取り調べ』(2015) [2]
- 『U-31』(2016) - 馬場良馬、大杉漣、勝村政信[3]
- 『一人の息子』(2018) - 馬場良馬
- 『蘇生II 愛と微生物』
- 『今日から俺は!! 劇場版』(2020) - 賀来賢人、柳楽優弥、山本舞香[4]
- 『太陽の蓋』(2021) - 三田村邦彦、北村有起哉、袴田吉彦[5]
- 『TENEMENT(仮題)』(2024)  - 細田善彦
- 『この場所(仮題)』(2024) - 中野有紗、片岡礼子

### CM
- 元気寿司 - 長谷川ミラ
- 花王ロリエ
- アサヒ緑健 - 2018年